# St. Kilian (Welda)

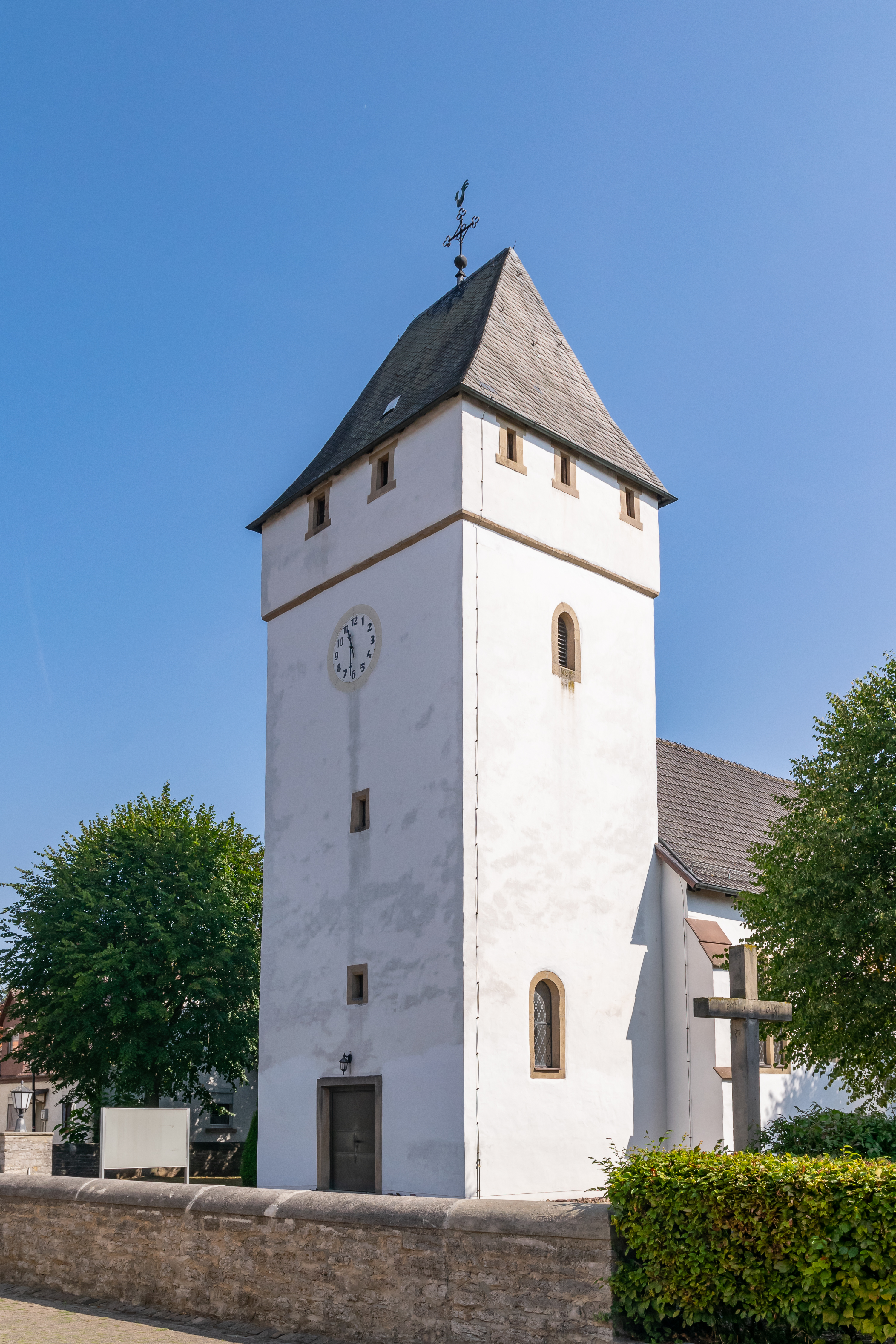
St. Kilian, Vorderseite Haupteingang

Grundriss der Kirche

Die katholische Pfarrkirche St. Kilian ist ein Kirchengebäude in Welda, einem Stadtteil von Warburg im Kreis Höxter, Nordrhein-Westfalen.

## Geschichte
„Das Kilianspatrozinium weist auf einen Vorgängerbau hier oder in Alt-Welda hin, der um 800 errichtet worden sein dürfte.“ In Alt-Welda wurde ein Bruchstück eines Weihwasserbeckens oder Tiegels gefunden. Das Langhaus und der Chor sind ab dem dritten Viertel des 12. Jahrhunderts entstanden. Das Dach und der Ostgiebel stammen aus dem 17. Jahrhundert. Bis ca. 1800 wurden Bestattungen auf dem ummauerten Kirchhof vorgenommen, danach wurde der Friedhof verlegt.

## Bauwerk
Die heutige Kilianskirche ist einschiffig, zweijochig und besitzt einen geraden Chorabschluss. Neben der Kirche gibt es einen Anbau aus Fachwerk, der als Zehntscheune (Kornspeicher) gedient hat. Der Kirchturm wurde wahrscheinlich auch als Wehrturm genutzt. Die Kirchengemäuer wie die Kirchenmauer sind aus Bruchstein erbaut. Die Kirche wurde in den 1970er-Jahren verputzt und mit weißer Farbe angestrichen.

## Ausstattung

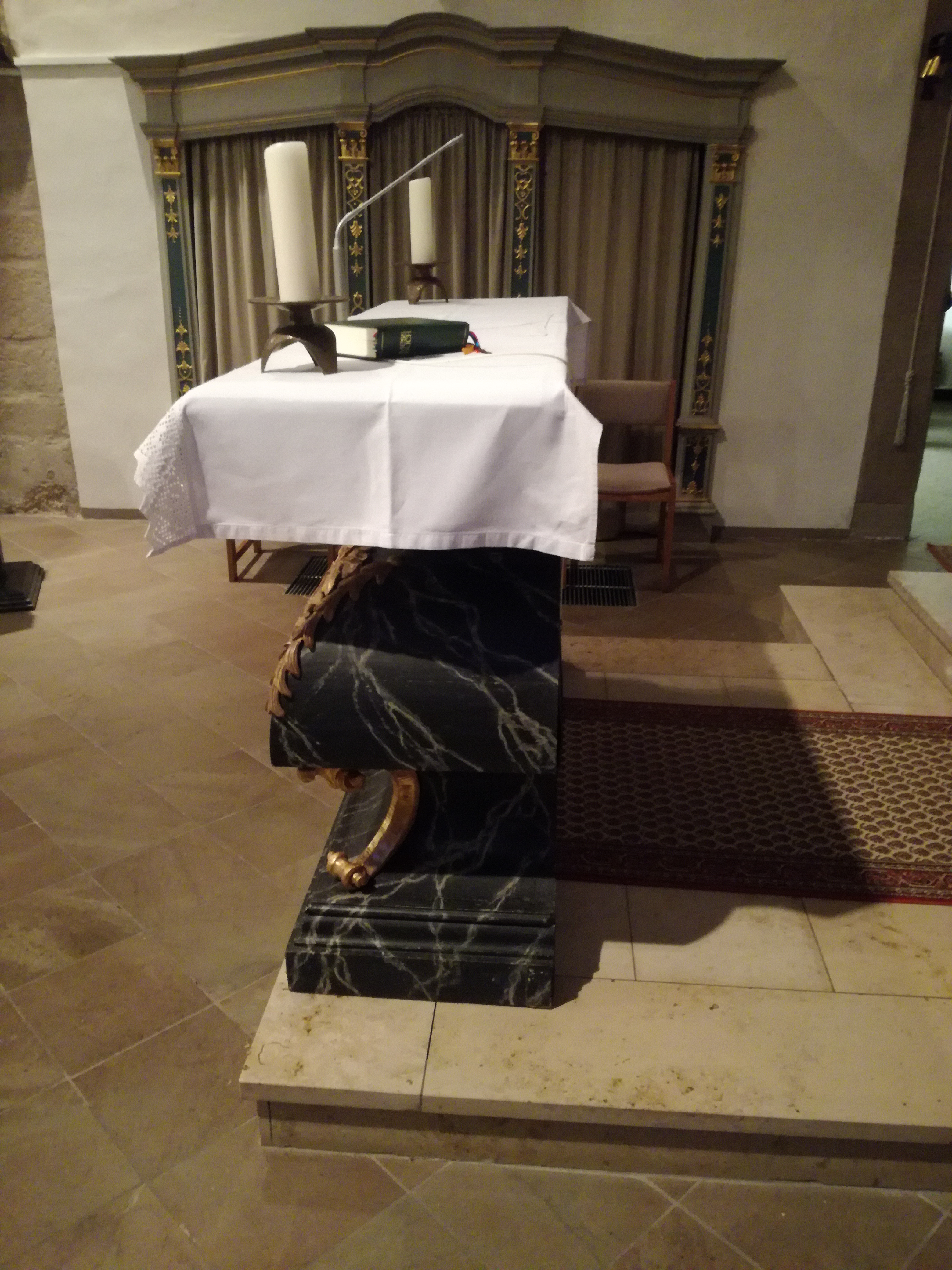
Der „halbierte“ Volksaltar

Charakteristisch für die St.-Kilian-Kirche sind die Lippoldsberger Konsolen, mit jeweils sechs Symbolen in Kästchen pro Konsole, die als griechisches Bilderrätsel von dem ehemaligen Pfarrer Franz Cramer um 1930 interpretiert wurden. Vier von den sechs Symbolen ergeben nach Cramer jeweils christliche Sinnsprüche, die da übersetzt lauten:
- Sei mildtätig schnell, beständig nach Kräften
- Immer handle einträchtig
- Immer handle uneigennützig
- Immer handle gleichgesinnt
- Stimme überein mit der rechtgläubigen Lehre
- Folge immer dem gesetzmäßigen Lehrer
- Folge nie dem unrechten falschen Lehrer
- Immer halte Gemeinschaft mit den ganz Armen
- Immer halte Gemeinschaft mit den ganz Reichen (Mächtigen).

Die Kunstschätze der Kirche sind das Taufbecken aus dem Jahr 1601, mit einer Bronzehaube, sowie die Pietà aus dem Jahr 1680, die Madonna mit dem Kind (um 1680) sowie Anna selbdritt (1580), ein Astkreuz (um 1500) und die Kanzel aus dem Jahr 1600 sowie Mater Dolorosa (1700). Es existiert eine Renaissance-Malerei an dem Fenster der Südwand, welches um 1650 entstand.
Das Retabel des Hochaltars von 1697 wird Heinrich Papen zugeschrieben und wurde von Wilhelm Hutzier illuminiert. Es zeigt die Krönung Mariens und wurde 1865 von der Warburger Altstadtkirche übernommen. Der Volksaltar stammt aus der ehemaligen Kapelle des Schlosses. Er wurde durchgeschnitten, so dass die Mensa recht klein ist.
An der äußeren nördlichen Kirchenwand sind zwei Gedenktafeln für die Gefallenen der beiden Weltkriege angebracht.
Die Kirche wurde im Jahr 1991 zuletzt renoviert. Bei der Renovierung wurde das Fragment einer Renaissance-Ausmalung (etwa 1650 entstanden) entdeckt.

## Kirchenuhr
Die Turmuhr ist ein Geschenk des in Welda geborenen Uhrmachers Johann Ignaz Fuchs, der die Uhr auf der Weltausstellung 1873 in Wien ausstellte bzw. sie wurde am 18. Oktober 1873 preisgekrönt. Die Turmuhr hat am 22. November 1875 in Welda zum ersten Mal geschlagen.

## Orgel

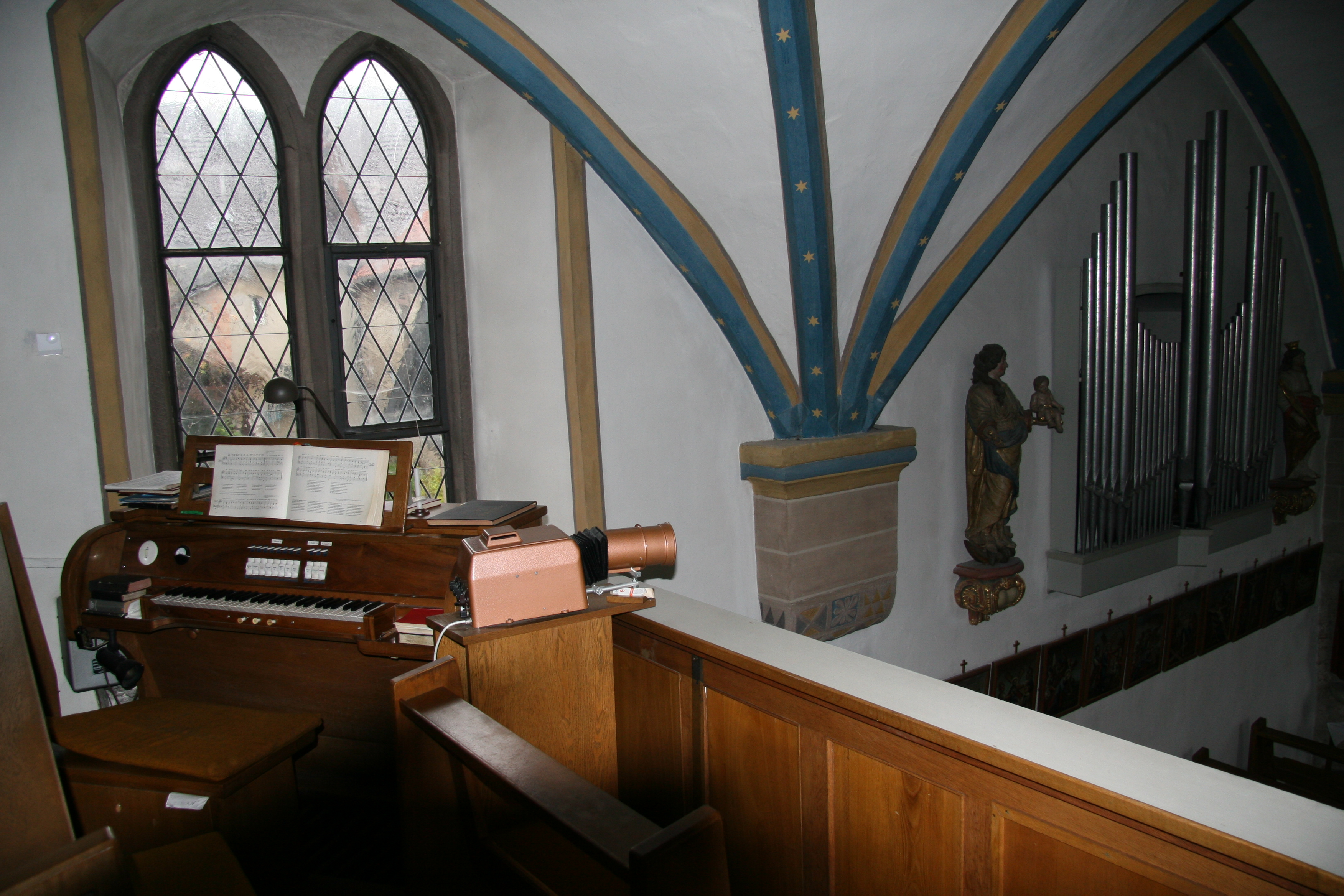
St. Kilian, seitliche Ansicht der Orgel auf der Empore und Orgelprospekt an der linken Wand des Kirchenraumes

Bis zum Jahre 1875 stand eine kleine Orgel an der Nordwand im Kirchenschiff. 1897 wurde eine neue Orgel von Franz Eggert aus Paderborn mit neun Registern gebaut und auf der Empore aufgestellt. Bis 1953 haben die Messdiener mittels Blasebalg die Luft für das Orgelspielen besorgt. Im gleichen Jahr wurde die Orgel mit einem elektrischen Gebläse versehen. Die gesamte Orgel wurde im Jahr 1957, bis auf den Spieltisch, auf dem ehemaligen Kornspeicher über der Gruftkapelle untergebracht. Heute verfügt das Instrument über zehn Registern auf einem Manual und Pedal und wird über eine elektropneumatische Register- und Spieltraktur angespielt.
| I Manual C–g3 |               |       |
| 1.            | Bourdon       | 8′    |
| 2.            | Prinzipal     | 8′    |
| 3.            | Quinte        | 2 ⁄3′ |
| 4.            | Salizional    | 8′    |
| 5.            | Oktav         | 4′    |
| 6.            | Konzertflöte  | 4′    |
| 7.            | Oktav         | 2′    |
| 8.            | Mixtur II–III |       |

| Pedal C–f1 |           |     |
| 9.         | Subbass   | 16′ |
| 10.        | Oktavbass | 8′  |

- Koppeln: I/P
- Spielhilfen: Freie Kombination, Tutti, Auslöser

## Glocken

### Bestand
Im Jahre 1917 mussten alle Glocken bis auf eine für die militärische Materialversorgung während des Ersten Weltkrieges abgegeben werden. Unter den abgegebenen Glocken befand sich die Kiliansglocke, die 1854 von der Firma Henschel & Sohn in Kassel gegossen wurde. Vier Jahre später wurden neue, minderwertigere Stahlglocken, vom Bochumer Verein produziert und aufgehängt, die auf die Namen Kilianus, Maria und Martha geweiht wurden. Bei der großen Feldprozession 1921 konnten sie erstmals nach dem Krieg geläutet werden. Die drei Glocken wurden am 19. Mai 1921 bei der Glockengießerei Heinrich Humpert, Brilon, zu einem Preis von 19.300 Mark bestellt. Für das händische Läuten und das Beiern waren neben dem Küster auch Messdiener notwendig. Seit dem Jahre 1960 läuten die Glocken elektrisch angetrieben.
In der Glockenstube sind in einem einstöckigen, dreifeldrigen Stahlglockenstuhl aus dem Jahre 1959 drei Gussstahlglocken des Bochumer Vereins installiert. Die Glocken 1 und 3 hängen an Holzjochen, während Glocke 2 ein Stahljoch besitzt.
| Nr. | Name     | Gussjahr | Gießerei        | Durchmesser (mm) | Masse (kg, ca.) | Schlagton |
| 1   | Kilianus | 1921     | Bochumer Verein | 1066             | 460             | a1        |
| 2   | Maria    | 1921     | Bochumer Verein | 890              | 300             | c2        |
| 3   | Martha   | 1921     | Bochumer Verein | 798              | 230             | d2        |

### Läuteordnung
Früher wurde der Sonntag eingeläutet. Werktags wird mit der kleinen und mittleren Glocke geläutet, sonntags mit allen drei. Das Totenläuten erfolgt mit der großen Glocke. Früher wurde um 12 Uhr eine halbe, heute wird eine Viertelstunde geläutet. Zu Beerdigungsfeiern wird nur mit der großen Glocke geläutet.
| Anlass                                        | Läutezeit                             | Anzahl Glocken | 1  | 2  | 3  | Reihenfolge Anläuten |
| Hochfeste 1. Ordnung                          | Vorläuten, 30 Minuten vor Beginn      | 3              | a1 | c2 | d2 | aufsteigend          |
|                                               | Zusammenläuten, 15 Minuten vor Beginn | 3              | a1 | c2 | d2 | absteigend           |
| Hochfeste 2. Ordnung                          | Vorläuten, 30 Minuten vor Beginn      |                |    |    |    | aufsteigend          |
|                                               | Zusammenläuten, 15 Minuten vor Beginn |                |    |    |    | absteigend           |
| Einläuten von Sonn- und Feiertagen (Vorabend) |                                       | 2              |    |    |    |                      |
| Salve Regina                                  |                                       | 1              |    |    |    |                      |
| Totengeläut                                   |                                       | 1              |    |    |    |                      |

## Liste der Pfarrer
Als einer der ersten Pfarrer von Welda ist Johann von Wellede 1224 schriftlich belegt. Der Pfarrer Bernardus Hillebrand führte als erster Geistlicher Kirchenbücher 1693 ein. (zur Legende: + in Welda verstorben bzw. begraben). Einige Dominikaner (O.P.) aus dem Warburger Kloster haben zeitweise als Pfarrverweser in der Pfarrgemeinde Welda ausgeholfen.
- Johann von Wellede (um 1224)

...
- Bertold Ludeken (?)
- Gottschalk von Vorseten (?)
- Cord Manegoldes, Dechant (?)
- Johann Tymans (1457-?)

...
- Anton Hertogen (1601–1626)

...
- Henricus Brandes (1630–1646)
- Meinolph Radering (1646–1650)
- Georgius Schorten (1650–1674)
- Friedericus Bartsmann (1674–1684)
- Friedericus Casparus Blankebiel (1684–1693)+
- Bernardus Hillebrand (1693–1717)+
- Joannes Henricus Bernholtz (1717–1736)+
- P.F. Fischer, O.P. (1736 - 1745)
- Laurentius Brandt (?) genannt
- J.B.Niedermeyer um 1741 (genannt)
- Joannes Mauritius Bach (1751–1770)
- Hermann Werner Schmitz (1774–1796)
- Johann Heinrich Wünnenberg (-1796)+
- Joannes Mauritius Bach (1751-?)
- Hermann Werner Schmitz (1770 -1774)
- Johann Heinrich Wünnenberg (1774 - 1796)
- Johann Nicolaus Rappe aus Frankreich (1796–1808)[5]
- Henricus Fehring O.P., (1808–1810)
- Friedericus Wilhelmus Zieren (1810–1828)
- Friedericus Josephus Batsche (1828–1834)+
- Franciscus Bernhard Beuing (1834–1845)
- Johannes Meinolph Gerhard Hoischen (1845–1864)
- Casparus Melchior Balthasar Kleinschmidt (1864–1881)+
- Johann Dietrich Gla (1881–1886)
- Ludwig Rubarth (1886–1919)+
- Paul Thelen (1919–1926)
- Johannes Franz Anton Sauerwald (1926–1928)
- Franz Cramer (1928–1952)+
- Bernhard Scherer  (1952–1955)
- Franz Peitz (1955–1957)
- Werner Fuhlrott (1957–1977)+
- Clemens Kathke (1977–1979) (Pfarrverweser)[6]
- Rudolf Englisch (1979) (Subsidiar)
- Gottfried Pöschl, O.P., (1979–1993)
- Alfons Weskamp (1993–2012)[7]